# Halifax (Yorkshire)

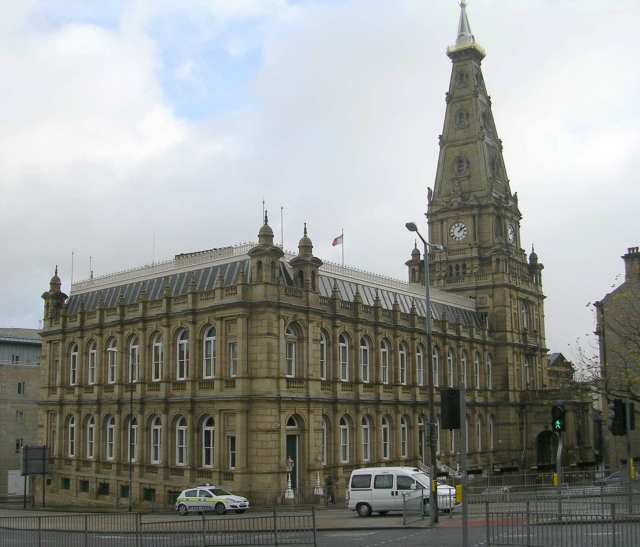
Radnice v Halifaxu

Halifax je město v Anglii v metropolitním hrabství West Yorkshire. Od 15. století je známe hlavně díky manufakturám a později průmyslu na zpracování ovčí vlny. Název města pochází ze staroanglických ekvivalentů pro anglická slova holy (svatá) a face (tvář). Žije zde přibližně 104 tisíc obyvatel.

## Osobnosti
- David Hartley (1705–1757), filozof a lékař, spoluzakladatel asociační psychologie
- Anne Lister (1791–1840), statkářka a „první moderní lesbička”
- Herbert Akroyd Stuart (1864–1927), inženýr a vynálezce
- Oliver Smithies (1925–2017), americký genetik britského původu, nositel Nobelovy ceny za fyziologii a lékařství
- John Pawson (* 1949), architekt a designér
- Ed Sheeran (* 1991), zpěvák a skladatel

## Partnerská města
- Cáchy, Německo